# Norma Nélida Bermejo
Norma Nélida Bermejo (Vedia, 17 de marzo de 1949) es una abogada y política argentina del Partido Justicialista, que se desempeñó como senadora nacional por la provincia de Córdoba en 2003.

## Biografía
Nació en 1949 en Vedia (partido de Leandro N. Alem, provincia de Buenos Aires). Estudió abogacía en la Facultad de Derecho y Ciencias Sociales de la Universidad Nacional de Córdoba, y en 1974 se radicó en Marcos Juárez (provincia de Córdoba) donde ejerció su profesión.
Fue miembro del Colegio de Abogados de Marcos Juárez, siendo su presidenta en dos oportunidades y secretaria de la Federación de Colegios de Abogados de la provincia de Córdoba. También se desempeñó vocal del directorio de la Caja de Abogados de Córdoba.
Militante del Partido Justicialista (PJ) desde los 19 años, presidió la rama femenina del PJ de Marcos Juárez. En las elecciones legislativas de 2001 fue candidata a senadora nacional suplente en la lista de Unión por Córdoba. En 2002 asumió como concejal de Marcos Juaréz por el PJ.
En agosto de 2003 asumió como senadora nacional por la provincia de Córdoba, para completar los últimos meses de mandato de Beatriz Halak, quien había renunciado para postularse como candidata a viceintendenta de la ciudad de Córdoba. Tras su breve paso por la cámara alta, regresó al Concejo Deliberante de Marcos Juárez.
Estuvo casada con Carlos García Allocco, quien fuera vocal del Tribunal Superior de Justicia de la provincia de Córdoba.